# Дубинский, Ростислав Давидович
Ростислав Давидович Дубинский (англ. Rostislav Dubinsky; 23 ноября 1923, Киев — 3 декабря 1997, Блумингтон, США) — советский и американский скрипач, педагог, народный артист РСФСР.

## Биография
Ростислав Давидович Дубинский родился 23 ноября 1923 года в Киеве в семье Давида и Евгении Дубинских. Его отец был скрипачом и первым учителем. После этого переехал в Одессу, где учился в Одесской музыкальной школе у Петра Столярского, учениками которого были Натан Мильштейн и Давид Ойстрах. В 1933 году семья переехала в Москву, где он учился в Центральной музыкальной школе при Московской консерватории. После окончания музыкальной школы поступил в Московскую консерваторию. Во время Великой Отечественной войны вместе с консерваторией эвакуировался в Пензу. Ещё в 1942 году начинал играть в квартете. В 1945 году решил профессионально заниматься камерной музыкой.
В 1945 году основал Московский филармонический квартет вместе с учениками Московской консерватории из класса камерной музыки под руководством М. Н. Тэриана, где стал первой скрипкой. В 1946 году квартет дебютировал в Московской консерватории, а с 1954 года ансамбль стал известен как Квартет имени Бородина.
В июне 1976 года Дубинский эмигрировал из СССР вместе с женой пианисткой Любовью Эдлиной (до эмиграции - Едлиной). В том же году они вместе с виолончелистом Юлием Туровским основали Трио Бородина. Дебютировали в июле 1977 года в США, затем выступили в 1978 году в Лондоне в Вигмор-Холле. В 1992 году Туровского заменил американский виолончелист венгерского происхождения Ласло Варга. В течение 20 лет Трио Бородина находилось в Нью-Йорке, выступая на Моцартовских фестивалях и в Карнеги-холл.
Выступал также с женой как дуэт Дубинского.
В 1976—1981 годах преподавал в консерваториях Гааги и Ротердама (Нидерланды). С 1981 года преподавал в музыкальной школе Университета Индианы в Блумингтоне (США).
1 октября 1997 года у него был диагностирован рак лёгких. Умер 3 декабря 1997 года в Блумингтоне.

## Награды и премии
- Заслуженный артист РСФСР (1967).
- Государственная премия РСФСР имени М. И. Глинки (1968) за концертные программы (1965—1966) и (1966—1967).
- Народный артист РСФСР (1974).